# Gufi
Pour l’article ayant un titre homophone, voir Goofy.
Gufi est un groupe de pop punk chilien. Il est composé de Tim Picchetti (chant, guitare), Roberto Varela (basse) et Marcelo Valenzuela (batterie). Ils s'inspirent principalement des groupes Nirvana, Green Day et Blink 182. Le groupe compte deux albums ; Historias de la calle (2005) et Corazón D' Roto (2008), qui comprennent les morceaux notables Eso es todo lo que soy, Paul et Por ella.

## Biographie

### Débuts
Gufi est né en 2002 d'un projet du « duo Packman », composé des producteurs Cristián Heyne et Koko Stambuk, qui avait déjà donné vie aux projets pop Supernova et Stereo 3. Picchetti (voix et guitare) et Finlayson (batterie) étaient connus auparavant, et sont des amis d'enfance. 
L'enregistrement du premier album du groupe est financé par le label Sony, mais les producteurs préfèrent aller directement à Sony-Mexico, sans considérer la filiale chilienne. L'enregistrement de l'album se fait au Chili, et est composé par Stambuk (basse), Heyne, Picchetti et Labrín, ce dernier étant recruté par le groupe pendant l'enregistrement. Labrin est ancien membre du groupe Glup!. Au début, Labrín remplace Stambuk à la basse, mais il devient finalement deuxième guitariste. Sur Historias de la calle, Jorge Fuentealba occupe le poste de bassiste. Il est accompagné de Tim Picchetti (voix et guitare), Emmanuel « Chiwawa » Finlayson (batterie), Gustavo « Chavín » Labrín (deuxième guitare) et Jorge Fuentealba (basse).
En septembre 2002, l'album est livré avec du retard au Mexique, suscitant l'impatience des membres du groupe, à tel point que Labrín décide de montrer une chanson du disque à la radio chilienne Rock & Pop. C'est ainsi que Por ella est joué sur les radios locales en février 2003. Malgré le succès du single, le groupe continue en 2003 sans avoir vendu d'albums. En avril la même année, Emmanuel Finlayson, batteur du groupe, est assassiné par un garçon de 14 ans après avoir quitté sa maison la nuit. Gustavo Labrín, sur place au Chili, se retrouve choqué, alors que Picchetti, aux États-Unis, jure de ne jamais revenir au Chili. Le reste de l'année, Por ella joue encore sur les chaines de radio chiliennes, devenant la deuxième chanson la plus jouée du deuxième semestre 2003. Après avoir réalisé que le groupe s'était séparé, Gustavo Labrín forme un nouveau projet.

### Historias de la calle
Malgré tous les événements critiques et défavorables, le groupe continue dans sa lancée. À la fin de 2003, Picchetti et Fuentealba se rencontrent en Espagne avec le batteur Ozzy. En 2004, Chiwawa quitte le groupe et est remplacé par Darío Maldonado à la batterie. C'est ainsi que nait la nouvelle formation de Gufi cette année-là : Tim Picchetti à la guitare, Jorge Fuentealba à la basse, et Darío Maldonado à la batterie. En 2005, tandis que Fuentealba et Maldonado font les préparatifs pour la sortie du premier album, Tim Picchetti met fin à leur relation avec Sony-Mexique afin de rester indépendant. Cette même année, Avril Lavigne effectue sa tournée Bon Bonez Tour 2005, durant laquelle elle joue au Estadio San Carlos de Apoquindo pour septembre cette année. Gufi ouvrent pour elle, bien qu'il ne possède aucun album sur le marché. Cinq jours plus tard, Gufi soutient le groupe canadien Simple Plan au Teatro Caupolicán. 
Ce n'est qu'en octobre 2005 que Historias de la calle, le premier album de Gufi, est publié, sous le label indépendant Spam. Le groupe reçoit l'intérêt des radios aec les morceaux Paul (déjà popularisé grâce à Gustavo Labrín, qui jouait avec Tronic dans ses concerts), Mejor muertos, Televisión, Eso es todo lo que soy et Punk Superstars. À la fin de 2005, avec Tronic et Los Mox, Gufi fait partie des groupes qui jouent en soutien à Good Charlotte, lors d'un concert au Vélodrome du Stade National, le 30 novembre. Cette même année, Gufi soutient également le groupe américain pendant trois concerts au Mexique.

### Corazón D' Roto
En 2006, Gufi fait partie de plusieurs événements musicaux importants de l'année : ils sont invités à soutenir le groupe de pop punk américain Yellowcard, au festival Hit Me, organisé et promu par la défunte radio FM Hit, 101.7. Ce festival, organisé le 24 août, inclut également la présence des groupes chiliens Sin Perdón, Inestable et Tronic, et des argentins d'El Otro Yo. En décembre, Gufi participe au X Festival de Novatas et Avandas Bands, un événement organisé dans l'amphithéâtre de Juventud Providencia, avec la collaboration de Yamaha, UNIACC, FM Hit, et FM Producciones Musicales. Pour clôturer l'année, Gufi participe au Patagonia Rock Festival à Punta Arenas.
En janvier 2007, Gufi est également présent à la première édition de La Cumbre del rock chileno. Le groupe reste inactif jusqu'en janvier 2008, après avoir annoncé sur leur site web qu'ils étaient sur l'enregistrement d'un nouvel album, et leur nouveau single : Intoxication, issu de l'album Corazón D 'Roto, album officiellement publié le 31 août et présenté lors d'un concert à Santiago, dans la salle SCD du centre commercial Plaza Vespucio. Le deuxième single de l'album s'intitule Enchúlame el corazón. Les paroles du deuxième album sont fondamentalement les mêmes que celles du premier album. Dans un commentaire publié dans Emol, le lien affectif des musiciens avec leurs compositions est reconnu : « ...que les punks politisés enragés nous pardonnent, mais des groupes comme Gufi savent comment écrire des histoires qui impliquent leur public. » Le 11 janvier 2009, Gufi participe à la deuxième édition de La Cumbre del rock chileno, organisé au Club Hípico de Santiago.

## Membres

### Membres actuels
- Tim Picchetti - chant, guitare (depuis 2002)
- Marcelo Valenzuela - batterie (depuis 2008)
- Roberto Varela - guitare basse, chœurs (depuis 2012)

### Anciens membres
- Emmanuel Finlayson - batterie (2002-2003)
- Gustavo Labrín - guitare (2002-2003)
- Ozzy - batterie (2003)
- Darío Maldonado - batterie (2004-2008)
- Jorge Fuentealba - basse (2002-2012)
- Luis Torres - guitare (2009-2012)

## Discographie
- 2005 : Historias de la calle
- 2008 : Corazón D' Roto

## Singles
- 2003 : Por ella
- 2004 : Paul
- 2005 : Eso es todo lo que soy
- 2005 : Mejor muertos
- 2006 : Punk Superstars
- 2007 : Intoxication
- 2008 : Kedate conmigo
- 2008 : Enchúlame el corazón
- 2010 : Montón (U&Me)
- 2011 : Apariencia
- 2012 : Banda en extinción
- 2014 : Alexis
- 2015 : Millonario
- 2015 : México
- 2016 : Trance